# Kristóf Pap
Kristóf Pap (* 16. September 1998) ist ein ungarischer Leichtathlet, der sich auf den Weitsprung spezialisiert hat, aber auch im Dreisprung an den Start geht.

## Sportliche Laufbahn
Erste internationale Erfahrungen sammelte Kristóf Pap im Jahr 2015, als er bei den Jugendweltmeisterschaften in Cali im Dreisprung mit 15,08 m den neunten Platz belegte. Im Jahr darauf schied er bei den U20-Weltmeisterschaften in Bydgoszcz ohne einen gültigen Versuch in der Qualifikation aus. 2021 startete er bei den Halleneuropameisterschaften in Toruń und schied dort im Weitsprung mit 7,66 m in der Qualifikation aus. Auch bei den Halleneuropameisterschaften 2023 in Istanbul verpasste er ohne einen gültigen Versuch den Finaleinzug.
2022 wurde Pap ungarischer Meister im Weitsprung im Freien und 2021 in der Halle. Zudem wurde er 2023 Hallenmeister im Dreisprung.

## Persönliche Bestleistungen
- Weitsprung: 7,76 m (+1,9 m/s), 2. Juli 2022 in Pápa
  - Weitsprung (Halle): 7,89 m, 21. Januar 2021 in Bonyhád
- Dreisprung: 15,90 m (+1,1 m/s), 26. Juni 2016 in Szombathely
  - Dreisprung (Halle): 16,04 m, 18. Februar 2023 in Nyíregyháza